# Kronweiler
Kronweiler è un comune di 335 abitanti della Renania-Palatinato, in Germania.
Appartiene al circondario (Landkreis) di Birkenfeld (targa BIR) ed è parte della comunità amministrativa (Verbandsgemeinde) di Birkenfeld.
Il territorio comunale è bagnato dalle acque del fiume Nahe, affluente diretto del Reno.